# Иероним (Лукин)
Иероним (в миру Иepoфей Лукин; 1765—1847) — иеросхимонах Русской православной церкви.

## Биография
Иepoфей Лукин родился в 1765 году. С 1782 по 1795 год состоял на гражданской службе, в 1799 году принял монашество с именем Иероним в Хутынском монастыре Новгородской епархии.

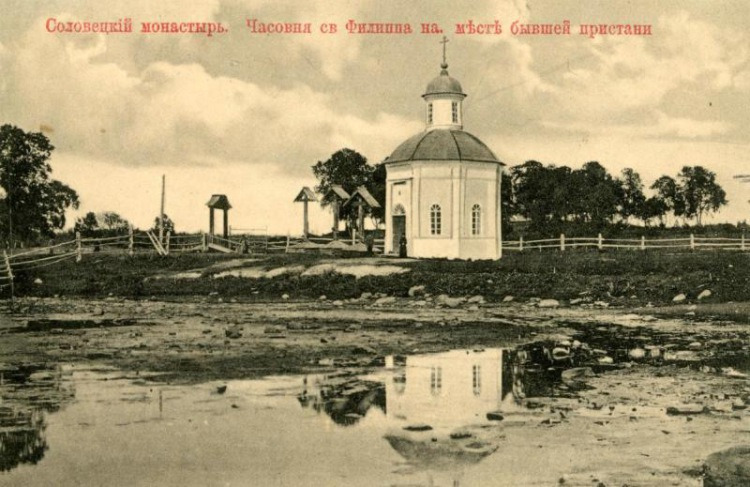
Соловецкий монастырь

Будучи знаком с известным впоследствии архимандритом Фотием, тогда ещё законоучителем кадетского корпуса, и узнав от него о распространении в обществе масонства и разных неугодных православию учений, Иероним донёс об этом по начальству. За это был отослан в Петропавловскую крепость, а оттуда в 1830 году переведён в Соловецкий монастырь.
Хотя школьного образования Иероним Лукин не получил, но был человеком очень сведущим по духовным вопросам и «имел увлекательный дар слова и редкую силу убедительности»; его наставления по части духовной жизни очень ценились монастырскою братией.
В последние годы своей жизни Иероним Лукин вёл дневную запись своих мыслей, представляющую большой исторический интерес. Отрывки из его сочинений, вместе с биографическими сведениями о нём были напечатаны в книге «Соловецкий Патерик» (СПб., 1873 год).
Скончался 23 сентября 1847 года на Соловках.